# اتفاقية دعان

رسالة من الإمام يحيى إلى السلطان العثماني محمد رشاد بخصوص التصديق على صلح دعان

اتفاقية دعان أو صلح دعان 9 أكتوبر 1911، وأقرها فرمان عثماني في 1913. وكانت بين الإمام يحيى حميد الدين ممثل الزيدية وبين ممثل الحكومة العثمانية. وسميت بهذا الاسم نسبة إلى حصن دعان في محافظة عمران ويقال أنه نسبة إلى قرية صغيرة تقع فوق قمة جبل شمال غرب مدينة عمران. تضمنت الاتفاقية 21 مادة علنية، و5 مواد سرية، وكانت أول المواد السرية: «يتقاضي الإمام من الحكومة السنية في كل سنة عشرين ألف ليرة عثمانية تدفع اليه مقسطة ...»،  بالمقابل يتخلى الإمام عن ادعائه بأنه "أمير المؤمنين" ويتوقف عن جمع الجزية من الناس تحت اسم زكاة الإمام يحيى.
وحددت مدتها بعشر سنوات تهدف الاتفاقية إلى تحقيق الأمن والسلام في البلاد اليمنية.
نصت مواد الاتفاقية نصت بصورة صريحة وواضحة بأنّ يعترف الإمام بالحق الشرعي للسلطنة على مناطق نفوذ الإمامية، ويقول سيد مصطفى سالم: “ والغريب أنه لم يكن المقصود من وراء هذا الصلح سوى تهدئة الأوضاع في اليمن، وتوفير تلك الحملات الكبيرة التي أرسلت إليه حتى تتمكن السلطنة العثمانية من مواجهة باقي الأخطار التي تواجهها في البلقان وفي ليبيا (طرابلس الغرب). فقد نصّ اعتراف الصلح في مقدمته على اعتراف الإمام بالسيادة العثمانية على ولاية اليمن مقابل اعتراف العثمانيين بزعامة الإمام للطائفة الزيدية. و
وقد أكدت هذه المقدمة باقي مواد الصلح، ونصت المواد الأولى إلى الرابعة على أنّ تصدق مشيخة الإسلام في استانبول كذلك الحكومة العثمانية على تصرفات الإمام، عند اختيار قضاة المذهب الزيدي، وعند تشكيل محكمة الاستئناف في صنعاء، وعند تنفيذ حكم القصاص على أحد الأفراد، وفي مقابل ذلك أعطت المادتين الخامسة والرابعة عشر الإمام الحق في إبلاغ الولاية أية شكاية من (المأمورين) ومن (جباة الأموال)، على أنّ تقوم الولاية مع الحكام (القضاة) بالتحقيق في هذه الشكايات وفي تنفيذ العقوبات “ . لم تتنازل السلطنة العثمانية عن الولاية العثمانية للإمام يحيى وإنما منحته بعض الامتيازات له والذي كان يسعى إليها لتحقيقها أثناء تمرده على العُثمانيين، وحقق الإمام بعض المصالح الشخصية من وراء عقد هذا الصلح، فقد اعترفت به السلطة القائمة زعيماً للطائفة الزيدية 

## أسباب اتفاقية دعان
كان الإمام يحيى حميد الدين يسعى من خلال الثورة على العثمانيين بأن يتسلم منصب سياسي عثماني، ولكن مع رفض الدولة العثمانية لهذا الموقف بدأ الإمام بالثورة عليهم والخروج المسلح الذي لاقى استجابة واسعة النطاق من أبناء الطائفة الزيدية مما جعله يتمكن من قيادة ثورة «التحرير» ضد القوات العثمانية وكان الإمام قد حاول جاهداً أن يعقد صلحاً مع الدولة العثمانية ولأنه كان في موقف ضعف لم توافق الدولة العثمانية على طلبه ولكن بعد أن قاد ثورة «التحرير» وتكررت الانتصارات على جيوش الدولة العثمانية وإلحاق الهزائم بهم سببت لهم مواقف ضعف وتقهقر مما جعل القوات العثمانية توافق على اتفاق صلح مع الإمام يحيى ويعود التراجع من قبل العثمانيين بخصوص الصلح إلى عدة أسباب منها ما يلي:
1. قيام الثورة الدستورية في المقر الرئيسي للدولة العثمانية.
2. اشتداد المعارك في ليبيا وإعلان الحرب الإيطالية في طرابلس ضد قواتهم.
3. اشتداد المعارك وشموليتها في كثير من مناطق جنوب الجزيرة وبالذات في الأراضي اليمنية.

وقد حققت هذه العوامل نتائج هامة استغلها الإمام يحيى لصالحة وتتمثل هذه النتائج في الآتي:
1. انتصار ساحق لقوات المقاومة اليمينية في جبهات القتال.
2. ضعف واضح للموقف السياسي والتفاوضي للدولة العثمانية.
3. في المقابل ازداد موقف الإمام يحيى قوة وصلابة.

وبهذا فقد كان الصلح من مركز قوة وهو الإمام يحيى إلى مركز ضعف وهي الدولة العثمانية ولكن من خلال بنود الصلح التي سنستعرضها لم يتبين ذلك وإنما تبين لنا أن الإمام كان همه هي المصلحة الشخصية وليس كما كان يروي في بياناته أنه ما قام بدعوته هذه إلا من أجل إقامة الشريعة المطهرة باعتبار أن العثمانيين «كفرة وخارجين عن الدين ولا يقيمون الصلاة ويمارسون البغي ويشربون الخمور ويعملون ضد مصلحة المنطقة» ولم يقم بها من أجل جمع المال من الذهب والفضة ولكن اتضح فيما بعد أن الإمام كان ينظر من زاوية المصلحة أولا ولم يكن ينظر من زاوية استقلالية وهذا ما سنستعرضه في طيات هذا البحث المتواضع.

## بنود اتفاقية دعان
تم التوقيع على المشروع الذي أطلق عليه اتفاقية دعان في 9 أكتوبر عام 1911 بين الإمام يحيى ممثل الطرف اليمني وبين ممثل الحكومة العثمانية وسميت بهذا الاسم نسبة إلى قرية صغيرة تقع فوق قمة جبل شمال غرب مدينة عمران وحددت مدتها بعشر سنوات تهدف الاتفاقية إلى تحقيق الأمن والسلام في البلاد اليمنية وقد شملت هذه الاتفاقية على البنود الآتية:
1. يُنْتَخب الإمام حاكماً لمذهب الزيدية وتُبَلغ الولاية بذلك.
2. تشكل محكمة استئنافية للنظر في الشكاوى التي يعرضها الإمام.
3. يكون مركز هذه المحكمة صنعاء وينتخب الإمام رئيسها وأعضائها وتصادق على تعينهم الحكومة.
4. الحكم بالقصاص إلى الأستانة للتصديق عليه.
5. إذا أساء أحد المأمورين استعمال الوظيفة يحق للإمام أن يبين ذلك للولاية.
6. يحق للحكومة أن تعين حاكماً للشرع من غير اليمنيين في البلاد التي يسكنها الذين يتمذهبون بالمذهب الشافعي والحنفي.
7. تشكيل محاكم مختلطة من حكام الشافعية الزيدية للنظر في دعاوى المذاهب المختلفة.
8. تعين الحكومة محافظين تحت اسم مباشرين للمحاكم السيارة التي تتجول في القرى لفصل الدعاوي الشرعية وذلك دفعاً للمشقات التي يتكبدها أرباب المصالح في الذهاب والإياب إلى مراكز الحكومة.
9. تكون مسائل الأوقاف والوصايا منوطة بالإمام.
10. الحكومة تنصب الحكام للشافعية والحنفية فيما عدا الجبال.
11. صدور أمر عفو عام عن الجرائم السياسية والتكاليف والضرائب الأميرية التي سلفت.
12. عدم جباية التكاليف الأميرية لمدة عشر سنوات من أهالي أرحب وخولان لفقرهم وخراب بلادهم وارتباطهم التام بالحكومة.
13. تحدد التكاليف الأميرية بحسب الشرع.
14. إذا حصلت الشكوى من جباية الأموال الأميرية لحكام الشرع أو الحكومة فعلى الإمام أن يشترك مع الحكام في التحقيق وتنفيذ المقرر.
15. يحق للزيدية تقديم الهدايا للإمام أما تواً وإما بواسطة مشايخ الدولة أو الحكام.
16. على الإمام أن يسلم عشر حاصلاته للحكومة.
17. عدم جباية الأموال الأميرية من جبل الشرق في آنس لمدة عشر سنوات.
18. يخلي الإمام سبيل الرهائن الموجودين عنده من أهالي صنعاء وما جاورها أو حراز وعمران .
19. يمكن لمأموري الحكومة وأتباع الإمام أن يتجولوا في أنحاء اليمن بشرط ألا يخلوا بالسكينة والأمن.
20. يجب على الفريقين ألا يتعديا الحدود المعينة لهما بعد صدور الفرمان السلطاني بالتصديق على هذه الشروط.

## طالع أيضًا
- اليمن في العهد العثماني
- المملكة المتوكلية اليمنية